# Павле Бихали
Павле Бихали (мађ. Bihali Pál; Земун, 8. август 1898 — Београд, 17. јул 1941) био је српски издавач, књижевник и преводилац јеврејско-мађарског порекла.

## Биографија
Рођен је 8. августа 1898. године у Земуну.
У својим раним двадесетим годинама већ је преузео очев приватни посао везан за уређење ентеријера и молерај. Иако се тиме бавио предано и ширио је посао, Павле се потајно занимао за уметност, нарочито књижевност и сликарство. Из тога је произашао 1928. године часопис „Нова Литература“, који је био право освежење за сиромашан културни живот Београда али и региона. После часописа који је градио заједно са својим братом Отом, Павле оснива данас већ увелико познату издавачку кућу „Нолит“ и постиже велики успех. Не само да је био главни и одговорни уредник, већ и графички дизајнер, преводилац, писац многобројних есеја, стваралац легендарних интервјуа. Био је члан Комунистичке партије Југославије (КПЈ) од 1920.
Млади тог времена били су фасцинирани магазинима, књигама, сликама и репортажама које је Павле доносио из Европе, а уз сарадњу многих пријатеља из света уметности. Ипак, то је са собом носило и бреме времена и нетрпељивост тадашње власти која нимало није била наклоњена литерарним делима западног света а нарочито Аустрије-Немачке. Уз утицај који је имао на западу Павле је направио чврста пријатељства и послове са неким од најпознатијих светских имена као што су: Џек Лондон, Пабло Пикасо, Алберт Ајнштајн, Бертолт Брехт, Густав Крклец, Теодор Драјзер, Максим Горки, Егон Ервин Киш, Ерих Марија Ремарк и многим другима.
Оженио се Бечлијком Маријом Фингстл са којом је 1938. године добио сина Ивана. Син Ивана Бихалија је Павле Бихали, активни српски политичар и активиста.

## Смрт
После окупације Краљевине Југославије и почетка прогона Јевреја, 1941. године, склонио се у Горњи Милановац, али тамо није остао неуочљив. Као познатог културног радника, левичара и антифашисту, Гестапо га је ухапсио 17. маја 1941. године и одвео у Београд. Гестапо га је стрељао 17. јула 1941. године у Маринковој Бари, у Београду, у првој групи стрељаних заточеника Бањичког логора.